# Crixhoek
Crixhoek is een gehucht van Stramproy in de gemeente Weert. Het ligt ten zuidwesten van het dorp tegen de Belgisch-Nederlandse grens met Molenbeersel (gemeente Kinrooi). De buurtschap telt circa 100 inwoners. Ten noordwesten ligt buurtschap Hei en ten oosten buurtschap De Horst.
Vanwege zijn landelijke, bosrijke ligging aan de rand van Kempen-Broek en vele kapelletjes is Crixhoek geliefd onder fietsers en wandelaars. Nabij ligt ook vakantiepark 't Vosseven.

Ten westen van Crixhoek lag vroeger de Groone Schans.
|                 |                      |                  |  | Stramproy |
|                 |                      |                  |  |           |
| Hei (Stramproy) | De Horst (Stramproy) |                  |  |           |
|                 |                      |                  |  |           |
|                 |                      | Molenbeersel (B) |  |           |

Stad: Weert

Kerkdorpen: Altweerterheide · Laar · Stramproy · Swartbroek · Tungelroy 

Buurtschappen: Altweert · Bosven · Breyvin · Castert · Crixhoek · De Berg · De Boberden · De Horst · Dijkerstraat · Hei · Houtbroek · Hushoven · Oud-Boshoven · Rietbroek · Vlootkant · Wisbroek

Woonwijken: Boshoven (Vrakker · Oda · Oud-Boshoven) · Laarveld · Molenakker · Kampershoek · Fatima · Weert-Centrum · Biest · Groenewoud · Leuken (Vrouwenhof · Leuken-Noord) · Keent (Parkhof) · Moesel · Graswinkel · Rond de Kazerne (Altweert · Boshoverbeek) 

Limburg: Steden en dorpen      Nederland: Provincies · Gemeenten